# Dischidia clemensiae
Dischidia clemensiae är en oleanderväxtart som beskrevs av Rudolf Schlechter. Dischidia clemensiae ingår i släktet Dischidia och familjen oleanderväxter. Inga underarter finns listade i Catalogue of Life.